# Lady in the Water
Lady in the Water (bra: A Dama na Água) é um filme dramático de fantasia de 2006, escrito, produzido e dirigido por M. Night Shyamalan e estrelado por Paul Giamatti e Bryce Dallas Howard. O enredo do filme diz respeito ao superintendente de um complexo de apartamentos na Filadélfia que descobre uma jovem na piscina. Gradualmente, ele e seus vizinhos aprendem que ela é uma ninfa da água (ou Narf) cuja vida está em perigo de uma criatura mística, semelhante a um lobo, chamada Scrunt, que tenta impedi-la de retornar ao seu aquoso "mundo azul". Este é o primeiro filme de Shyamalan em que ele desempenhou um papel significativo como um dos atores coadjuvantes.
O filme, que Shyamalan credita o desenvolvimento a uma história para ninar que contou a seus filhos sobre o que acontece em sua piscina à noite, foi originalmente planejado para ser produzido pela Touchstone Pictures,assim como os quatro filmes anteriores de Shyamalan foram lançados pela The Walt Disney Studios - mas, no final das contas, nenhum acordo foi alcançado. A executiva da Disney, Nina Jacobson, conversou com Shyamalan sobre o enredo do filme, ideia que o presidente do estúdio, Dick Cook, não entendeu. Shyamalan estava irritado com a resposta, alegando que a Disney "não valorizava mais o individualismo". Apesar do fato de que a Disney estava disposta a financiar completamente o filme independentemente, Shyamalan rejeitou sua oferta e, eventualmente, apresentou o projeto para a Warner Bros., que concordou em financiar o filme. Os eventos que levaram à realização do filme foram apresentados em um livro, The Man Who Heard Voices, de Michael Bamberger.
Shyamalan estabeleceu uma instalação de produção no depósito da Jacobson Logistics, nas proximidades de Levittown, na Pensilvânia, onde foram construídos conjuntos para o complexo de apartamentos e um quarteirão de casas geminadas. Filmagens ocasionais foram filmadas dentro da área de transbordamento do armazém. A maioria das filmagens foi concluída após o horário de trabalho.
O filme recebeu uma resposta negativa dos críticos, com críticas em torno da autoindulgência com que Shayamalan se lançou no filme, a falta de consistência e caracterização. O filme também foi uma decepção financeira, arrecadando apenas US$72 milhões com um orçamento de produção de US$70 milhões. O filme ainda foi indicado a varias Framboesa de Ouro incluindo a de Pior Filme.

## História
A história é baseada num conto de ninar que M. Night Shyamalan contava aos seus filhos, a trama se passa nos tempos modernos em que os seres humanos ao deixarem de lado o mito do povo do mundo azul (narfs - ninfas) entrando em guerras e conflitos, surge uma nova oportunidade de humanos se comunicarem.
O filme conta a historia de Cleveland Heep (Paul Giamatti)  um homem triste, que vive solitário. Até que, numa noite qualquer, acontece algo que muda drasticamente sua vida. Ele encontra em seu prédio uma outra pessoa que tenta se esconder dos demais, uma jovem misteriosa chamada Story (Bryce Dallas Howard), que mora entre as passagens sob a piscina. Surpreso, Cleveland descobre que Story é uma "narf", uma espécie de ninfa das histórias infantis, e que ela é perseguida por criaturas malignas, que desejam impedir que ela retorne ao seu mundo de origem. Além disto Story possui poderes de percepção, que a permite ver qual será o destino dos moradores do prédio de Cleveland. Juntos, Cleveland e os moradores de seu prédio, se unem para encontrar um meio que permita Story a retornar ao seu mundo.

## Elenco
- Paul Giamatti como Cleveland Heep
- Bryce Dallas Howard como Story
- Bob Balaban como Harry Farber
- Jeffrey Wright como Mr. Dury
- Sarita Choudhury como Anna Ran
- Cindy Cheung como Young-Soon Choi
- M. Night Shyamalan como Vick Ran
- Freddy Rodriguez como Reggie
- Bill Irwin como Mr. Leeds
- Jared Harris como fumante de cavanhaque
- Mary Beth Hurt como Mrs. Bell
- Noah Gray-Cabey como Joey Dury
- Tovah Feldshuh como  Mrs. Bubchik
- Joseph D. Reitman como fumante de cabelos longos
- Grant Monohon como fumante emaciado
- John Boyd como fumante de sobrancelha
- Ethan Cohn como fumante de óculos
- Kevin Frank como membro da banda Silvertide
- June Kyoko Lu como Mrs. Choi
- Jeremy Howard como Tartutic #1
- Brian Steele como Tartutic #2
- Kurt Carley como Tartutic #3
- Doug Jones como Tartutic #4
- David Ogden Stiers como voz que narra o filme

## Recepção
O filme teve criticas negativas, no site Rotten Tomatoes recebeu a critica de 24% dizendo Uma absurda história de suspense com cenários pouco convincentes, A Dama na Água é um filme pretensioso e bastante infantil. Foi ainda a mais baixa bilheteria da carreira de M. Night Shyamalan faturou apenas 72 milhões no mundo com um orçamento de 70 milhões.
A revista Variety escreveu uma revisão antecipada morda zque apareceu em 16 de julho de 2006. Reclamações comuns sobre o filme foram que pouco esforço foi feito para fazer o público acreditar no mundo, que poucos momentos do filme poderiam ser levados a sério, e que Shyamalan estava usando o filme como uma forma de autoindulgência; Em vez de ter uma breve participação, como na maioria de seus filmes, Shyamalan se apresentou como um visionário cuja escrita muda o mundo, e outro personagem incluía um crítico de cinema - retratado pelo ator Bob Balaban como arrogante, seguro de si e passivo - que chega a um final violento quando atacado pela criatura. Muitos críticos atacaram essa percepção de autoindulgência. Frank Lovece do Film Journal International disse: "Os fãs do ator Paul Giamatti ou do cineasta M. Night Shyamalan podem tirar algo de Lady in the Water, um conto de fadas um conto de fadas fraturado sobre uma ninfa da água que chega a um prédio na Filadélfia para entregar uma mensagem importante. Qualquer outra pessoa provavelmente ficará perplexa com a confusa produção de mitos ou ativamente atônito com o ego autoindulgente de um escritor-diretor-produtor que se coloca no papel de um escritor visionário cujo martírio mudará o mundo”. Michael Medved deu a Lady in the Water uma estrela e meia (de quatro), "um desastre cinematográfico completo e extravagante, um trabalho de arrogância e insipidez quase inigualáveis", acrescentando: "Lady in the Water está toda molhada..."
Também foi criticado o fato de o filme ter sido baseado em uma história de ninar que Shyamalan contou para seus filhos; Pete Vonder Haar da Film Threat comentou: "Se Shyamalan vai usar seus filhos como um grupo de foco para projetos futuros, talvez ele deva começar a fazer filmes para a Nickelodeon e parar de desperdiçar nosso tempo". Coincidentemente, Shyamalan passou a dirigir uma adaptação cinematográfica de Avatar: The Last Airbender da Nickelodeon: The Last Airbender, que também recebeu críticas esmagadoramente negativas.
Tom Charity da CNN, entre outros, chamou Lady in the Water o pior filme de 2006. Ele foi listado pela Variety como uma da dez perdas financeiras de 2006. Wesley Morris, do The Boston Globe, escreveu que, embora o filme seja "construído sobre uma auto-estima pesada demais...aqui está uma boa parte de Lady in the Water que é simplesmente muito bem feita e afetivamente agiu para rejeitar como um mero exercício em arrogância".

### Prêmios e indicações
| Prêmio                    | Categoria                                    | Premiado                                     | Resultado |
| ------------------------- | -------------------------------------------- | -------------------------------------------- | --------- |
| Teen Choice Awards        | Choice Summer Movie - Drama/Action-Adventure | Choice Summer Movie - Drama/Action-Adventure | Indicado  |
| Young Artist Awards       | Best Young Actor - Ten or Under              | Noah Gray-Cabey                              | Indicado  |
| Framboesa de Ouro         | Pior filme                                   | Sam Mercer                                   | Indicado  |
| Framboesa de Ouro         | Pior filme                                   | M. Night Shyamalan                           | Indicado  |
| Framboesa de Ouro         | Pior roteiro                                 | M. Night Shyamalan                           | Indicado  |
| Framboesa de Ouro         | Pior diretor                                 | M. Night Shyamalan                           | Venceu    |
| Framboesa de Ouro         | Pior ator coadjuvante                        | M. Night Shyamalan                           | Venceu    |
| Stinkers Bad Movie Awards | Pior filme                                   | Sam Mercer                                   | Indicado  |
| Stinkers Bad Movie Awards | Pior filme                                   | M. Night Shyamalan                           | Indicado  |
| Stinkers Bad Movie Awards | Pior roteiro                                 | M. Night Shyamalan                           | Indicado  |
| Stinkers Bad Movie Awards | Pior diretor                                 | M. Night Shyamalan                           | Indicado  |
| Stinkers Bad Movie Awards | Pior atriz coadjuvante                       | Cindy Cheung                                 | Venceu    |
| Stinkers Bad Movie Awards | Sotaque falso mais irritante - Feminino      | Cindy Cheung                                 | Venceu    |
| Stinkers Bad Movie Awards | Pior elenco                                  | Todo o elenco                                | Indicado  |
| Stinkers Bad Movie Awards | Filme de terror que menos assusta            | Sam Mercer                                   | Venceu    |
| Stinkers Bad Movie Awards | Filme de terror que menos assusta            | M. Night Shyamalan                           | Venceu    |